# عایشه جفرسون
عایشه جفرسون (انگلیسی: Aisha Jefferson؛ زادهٔ ۲۷ اکتبر ۱۹۸۶) بازیکن بسکتبال اهل ایالات متحده آمریکا است.